# 甲斐八景

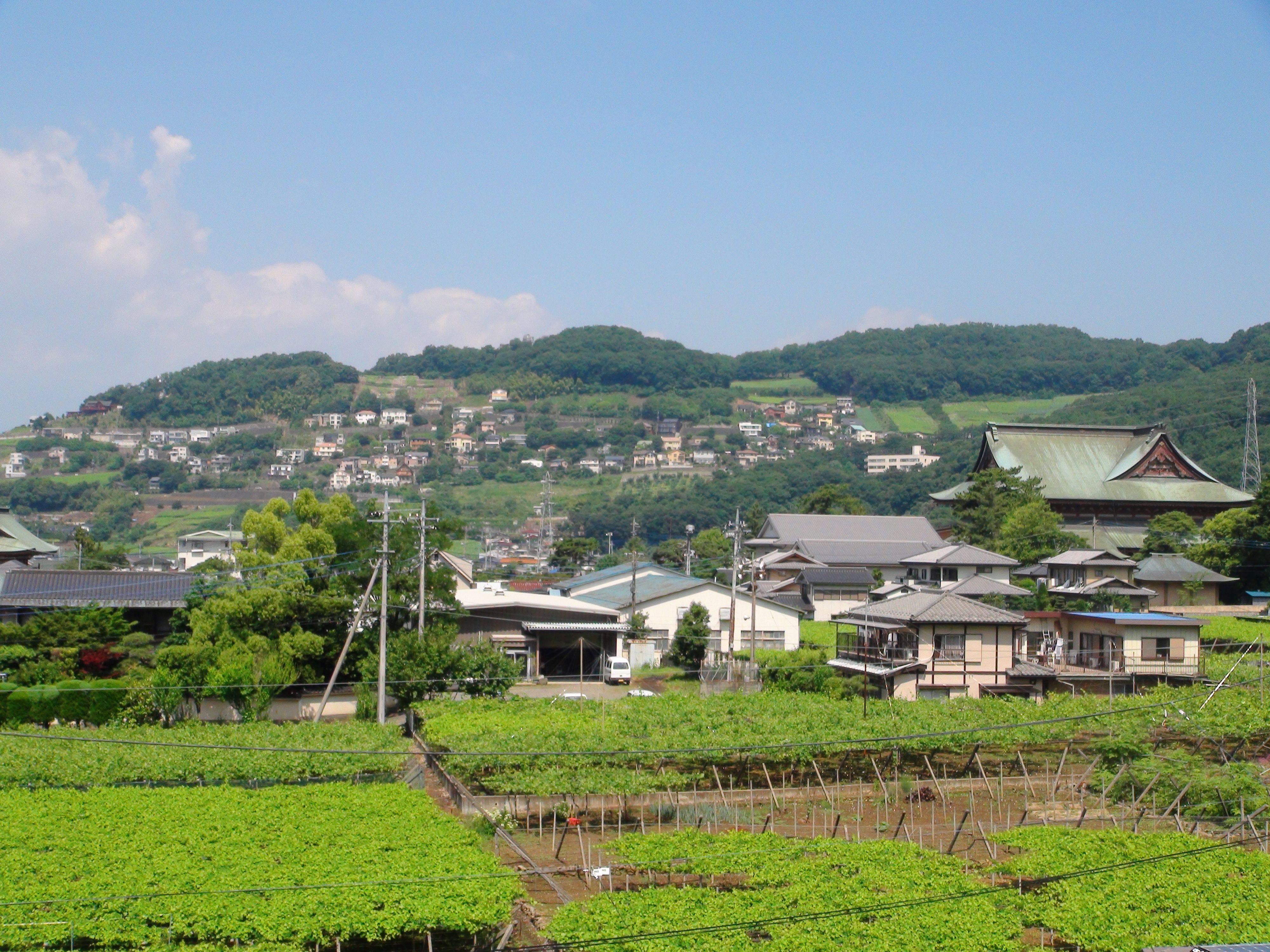
夢山春曙（写真は愛宕山）

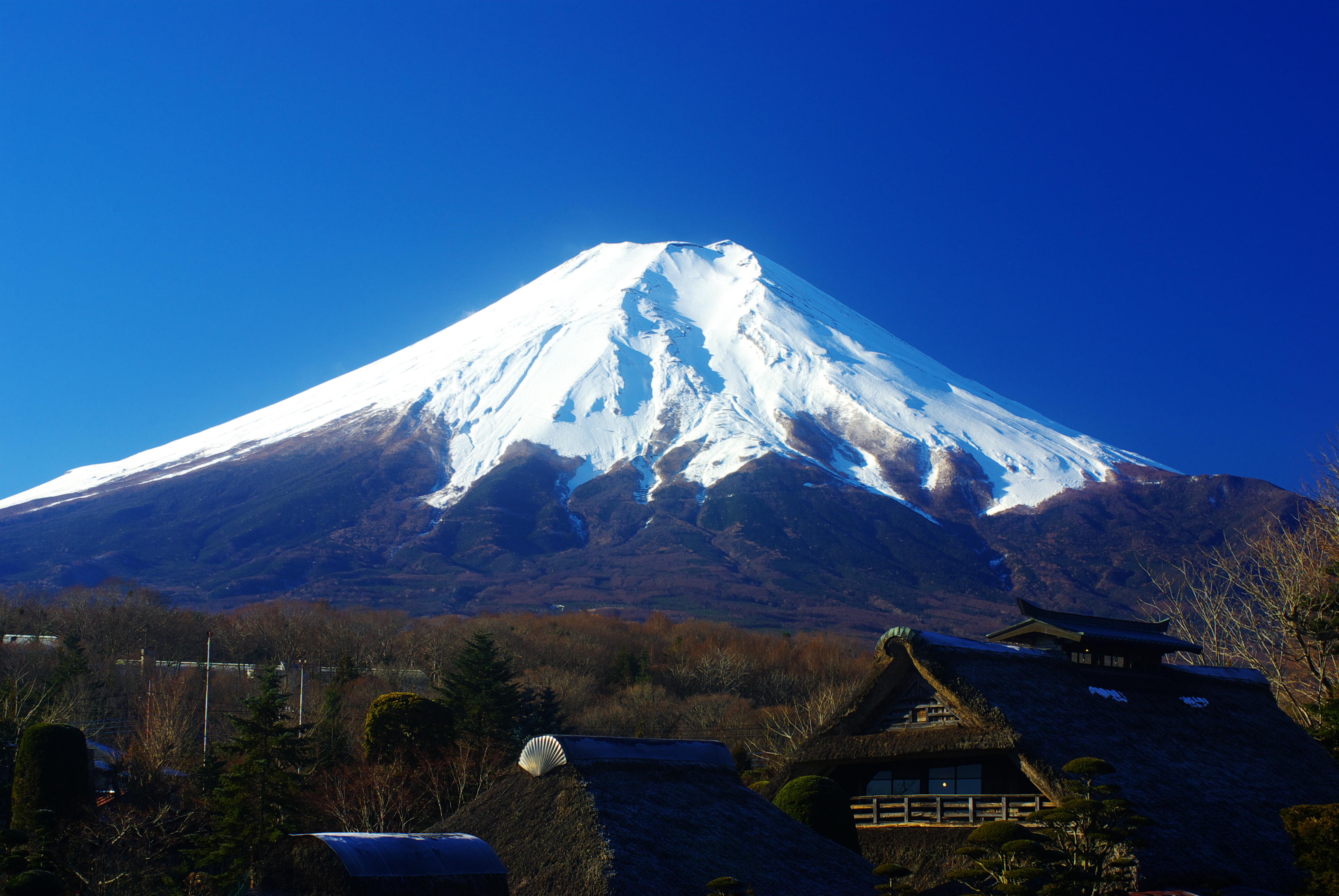
富士晴嵐（忍野八海より）

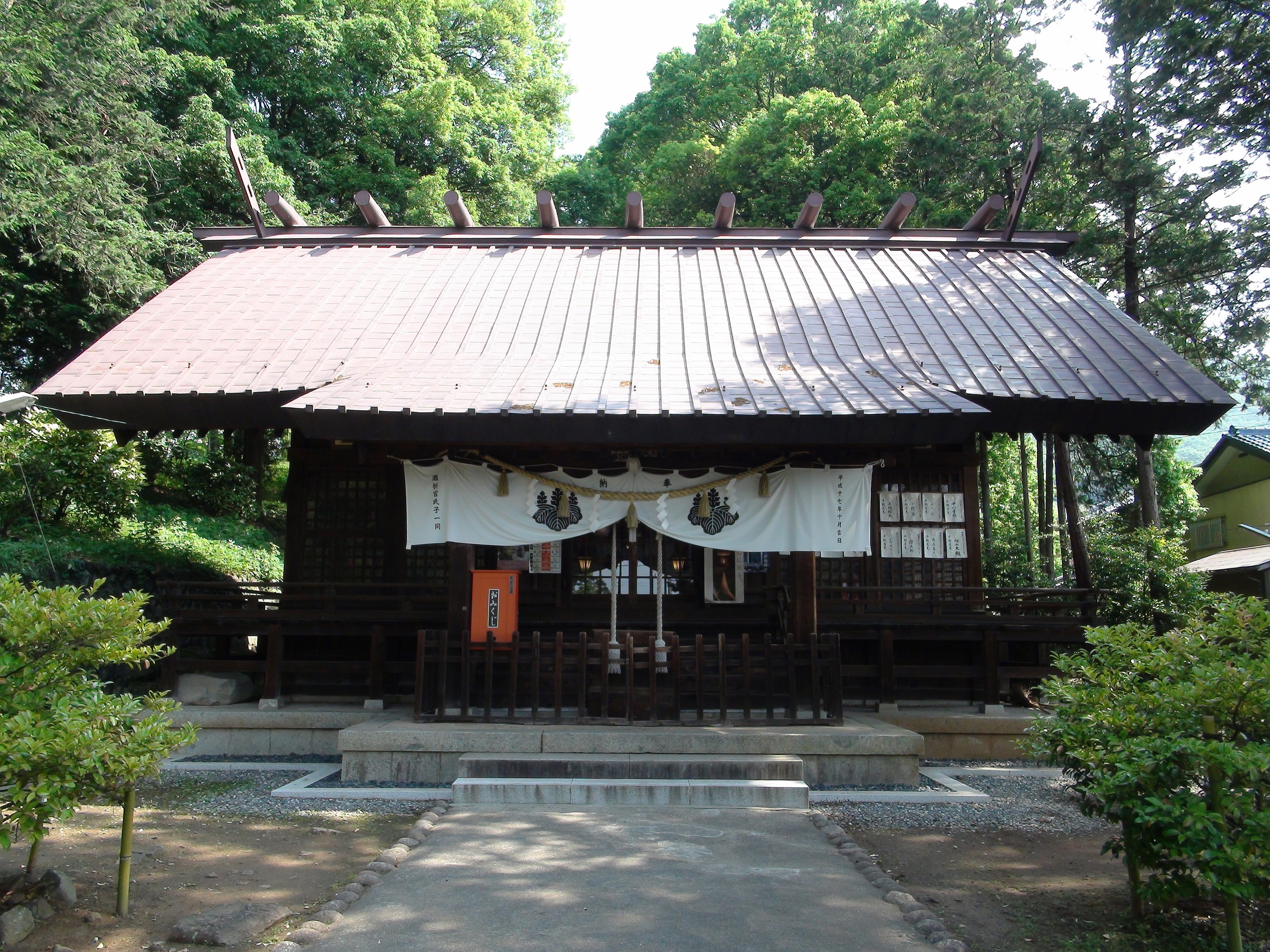
酒折夜雨

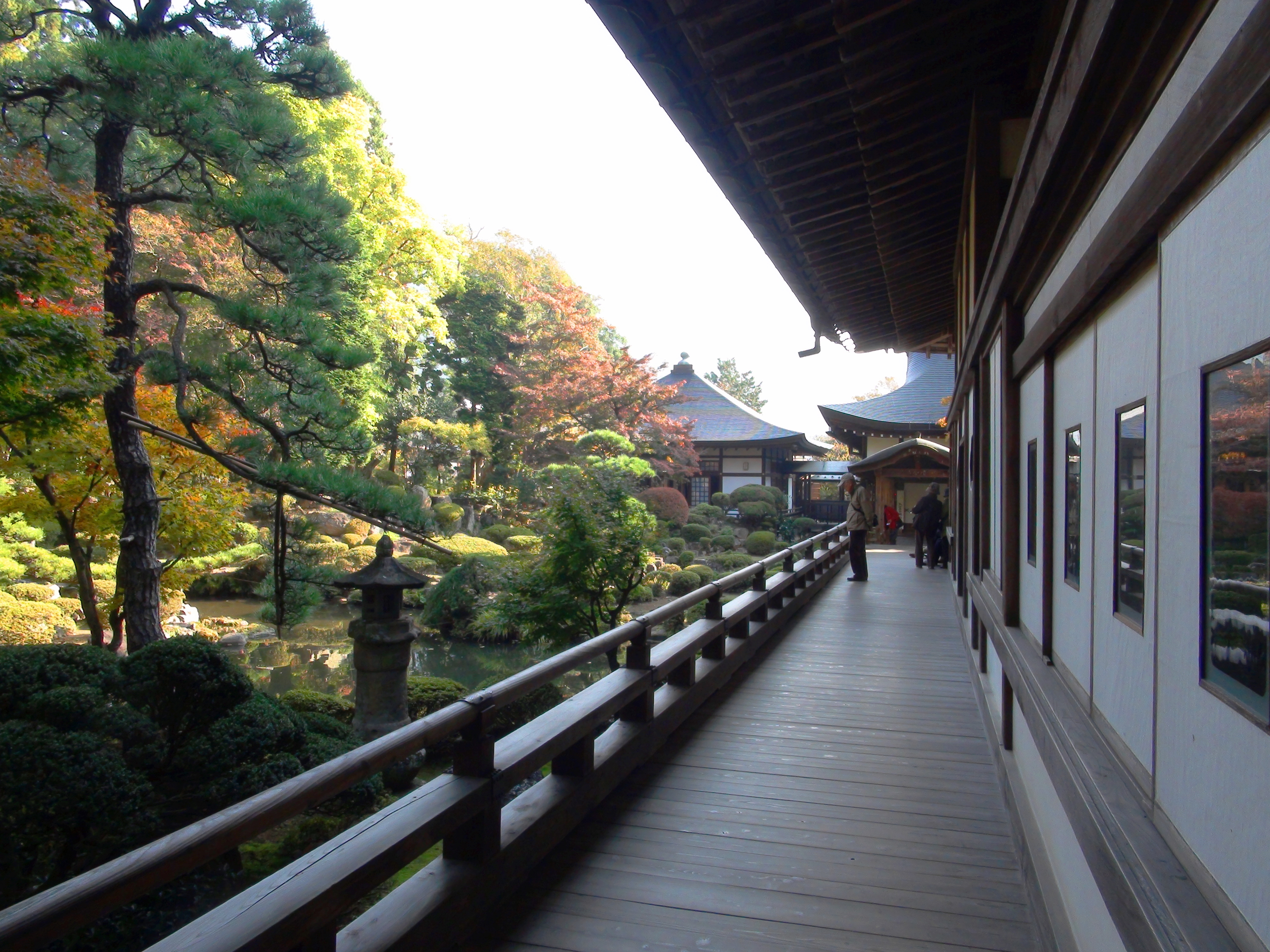
恵林晩鐘（国の名勝・恵林寺庭園）

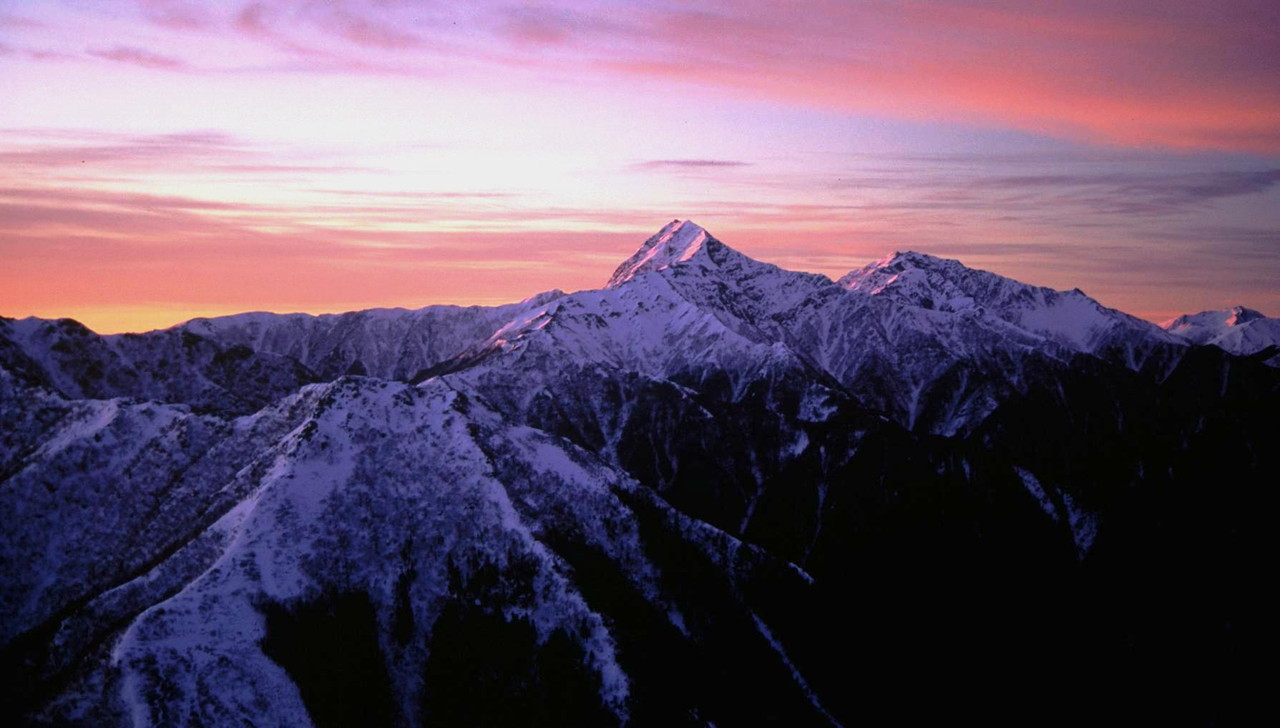
白根夕照（写真は北岳）

甲斐八景とは、甲斐国（山梨県）の8つの情景を詠んだ和歌。甲府藩主の柳沢吉里が近江八景の様式に基づいて定めた。別称に「甲府八景」。

## 詳細
八景は中国の『瀟湘八景』に由来する八つの情景で、全国的にも琵琶湖周辺の情景を集めた近江八景や相模国の金沢八景などが知られる。甲斐国では江戸期に甲斐八景以外でも「山梨八景」や「南部八景」「江草八景」「谷村八景」などが定められた。
甲斐国では江戸時代初期に甲府藩が成立し、宝永元年（1704年）12月に甲府藩主の徳川綱豊（家信）が将軍綱吉の後継になると、将軍綱吉の側用人である柳沢吉保が甲府藩主となった。吉保は甲斐国に下ることはなかったが甲府城の修築や城下の整備を行い、甲府城下では大名文化が栄えた。享保9年（1724年）には柳沢氏は大和国郡山（奈良県大和郡山市）へ転封され、甲斐一国は幕府直轄領化された。
吉保・吉里は和歌に親しみ、吉里は享保年間（1716年 - 1736年）に「甲斐八景和歌」を定めた。中院通躬（なかのいん みちみ）をはじめとする京都の公卿8人に依頼して八景それぞれの和歌を八首詠んでもらい、中御門天皇の勅命を得たという。
これらの和歌を読んだ公家は甲斐を訪れていないため、実景とは異なる句があり、比定地が不明な歌もことも指摘されている。甲斐の歌枕を詠んだ歌は「夢山」「白根」「富士」の三首。
例えば冷泉為綱は酒折夜雨の「暮ぬまの あらしほたへて 酒折に まくらかるよの 雨になるやど」の和歌を作った。その後朝廷に働きかけて中御門天皇の勅許を賜り、正式に甲斐八景を定めた。山梨大学大学院の北村眞一は、公卿の和歌は全国への宣伝効果を、天皇の勅許という権威は格付け・差別化を目的としており、吉里は甲斐八景に観光地としての箔をつけたかったのではないか、と考えている。
江戸時代には書物を通じて広まり、発句の着想材料になったり、長唄にも取り入れられた。ま享保9年（1724年）に柳沢氏は大和国郡山に転封されるが、吉里は大和郡山においても享保19年（1734年）に郡山八景を詠んでいる。

## 一覧
以下の8つである。表記と順番は山梨県のホームページに拠った。
|                                     | 説明                                                                      | 和歌と詠み手。                                                                      |
| 「夢山春曙」 （ゆめやましゅんしょ） | 愛宕山の奥にある夢見山の春の夜明け                                        | きのふまでめなれし雪は夢山のゆめとぞ霞む春のあけぼの （中院前大納言通躬卿）         |
| 「竜華秋月」 （りゅうげしゅうげつ） | 愛宕山の麓にあった竜華山永慶寺の、 あるいは甲府市上曽根の龍華院の、秋の月 | 名にしおはゝ峰なる秋の月やしるその暁の花のひかりも （武者小路参議実陰卿）           |
| 「石和流蛍」 （いさわりゅうけい）   | 笛吹市石和地区を貫流する笛吹川の蛍                                        | 石和川夏なき浪のよるよるは水の螢の影ぞ流るる （日野中納言輝光卿）                   |
| 「金峯暮雪」 （きんぷぼせつ）       | 金峰山の夕方の雪の眺め                                                    | 月のかげは暮てもしばし色はれぬゆきぞこがねの峰にかがやく （久世三位通夏卿）         |
| 「富士晴嵐」 （ふじせいらん）       | 晴れた日の富士山                                                          | 吹おろすあらしを見せて一むらのくももさはらぬふじのしら雪 （入江民部権少輔相尚朝臣） |
| 「酒折夜雨」 （さかおりやう）       | 酒折宮の夜の雨                                                            | 暮ぬまのあらしはたえて酒折にまくらかるよの雨になるやと （冷泉中納言為綱卿）         |
| 「恵林晩鐘」 （えりんばんしょう）   | 恵林寺の暮れ方に鳴る鐘                                                    | 静かなる夕の鐘の声聞きてみれば心の池もにごらず （外山前中納言光額卿）               |
| 「白根夕照」 （しらねせきしょう）   | 夕日に輝く白峰三山か                                                      | 此夕べのこる日かげははれていまむかふしらねの雪にくまなき （中山前大納言篤親卿）     |

このうち夢山春曙、竜華秋月、金峯暮雪、酒折夜雨は現在の甲府市域内に存在する。